# Río Grande de Santiago
Río Grande de Santiago – rzeka w meksykańskich stanach Jalisco i Nayarit. 
Rzeka ma długość około 433 km co czyni ją jedną z najdłuższych rzek Meksyku. Rzeka wypływa z jeziora Chapala i przepływa przez północno-zachodnią część Sierra Madre Occidental. Rzekę przegrodzono kilkoma tamami: La Yesca ukończona w 2012 i El Cajón oddana w 2007 oraz Aguamilpa oddana w 1993 tworząc rezerwuary wody i wytwarzając energię eleektryczną. Rzeka uchodzi do Oceanu Spokojnego 16 km na płn zachód od San Blas w stanie Nayarit. Niekiedy jest postrzegana jako kontynuacja rzeki Lerma, która wpływa do jeziora Chapala.